# Ritz-Carlton/Marriott Marquis Los Angeles
Le Ritz-Carlton/Marriott Marquis Los Angeles est le principal gratte-ciel du LA Live, un vaste complexe dévolu au divertissement situé à Los Angeles aux États-Unis. Il abrite 879 chambres appartenant à la chaîne JW Marriott Hotels et 123 chambres du Ritz-Carlton ainsi que 224 appartements.